# Timo Jutila
Timo Juhani Jutila (Tampere, 24 dicembre 1963) è un ex hockeista su ghiaccio finlandese.

## Palmarès

### Olimpiadi invernali
- Bronzo a Lillehammer 1994

### Campionati mondiali
- Oro a Svezia 1995
- Argento a Cecoslovacchia 1992
- Bronzo a Italia 1994

### Campionati mondiali Juniores
- Argento a Germania Ovest 1981
- Bronzo a Stati Uniti 1982